# 2nd Golden Globe Awards
2nd Golden Globe Awards var den anden uddeling af Golden globe awards, der hyldede det bedste indenfor film i 1944. Uddelingen blev afholdt 16. april 1945 i The Beverly Hills Hotel i Californien, USA.

## Vindere

### Bedste film
- Går du min vej? instrueret af Leo McCarey

### Bedste mandlige hovedrolle
- Alexander Knox - Wilson

### Bedste kvindelige hovedrolle
- Ingrid Bergman - Gaslys

### Bedste skuespiller i en birolle i en film
- Barry Fitzgerald - Går du min vej?

### Bedste skuespillerinde i en birolle i en film
- Agnes Moorehead - Mrs. Parkington

### Bedste instruktør
- Leo McCarey - Går du min vej?